# Windows Live Gallery
Windows Live Gallery (codenaam Customise) was een centrum voor gadgets, extensies en add-ons voor Windows en Windows Live-diensten. De laatste versie was 13.0.1180.0516 en werd uitgebracht op 15 juni 2008. Windows Live Gallery werd officieel stopgezet op 1 oktober 2011.